# Konrád IV. Štaufský

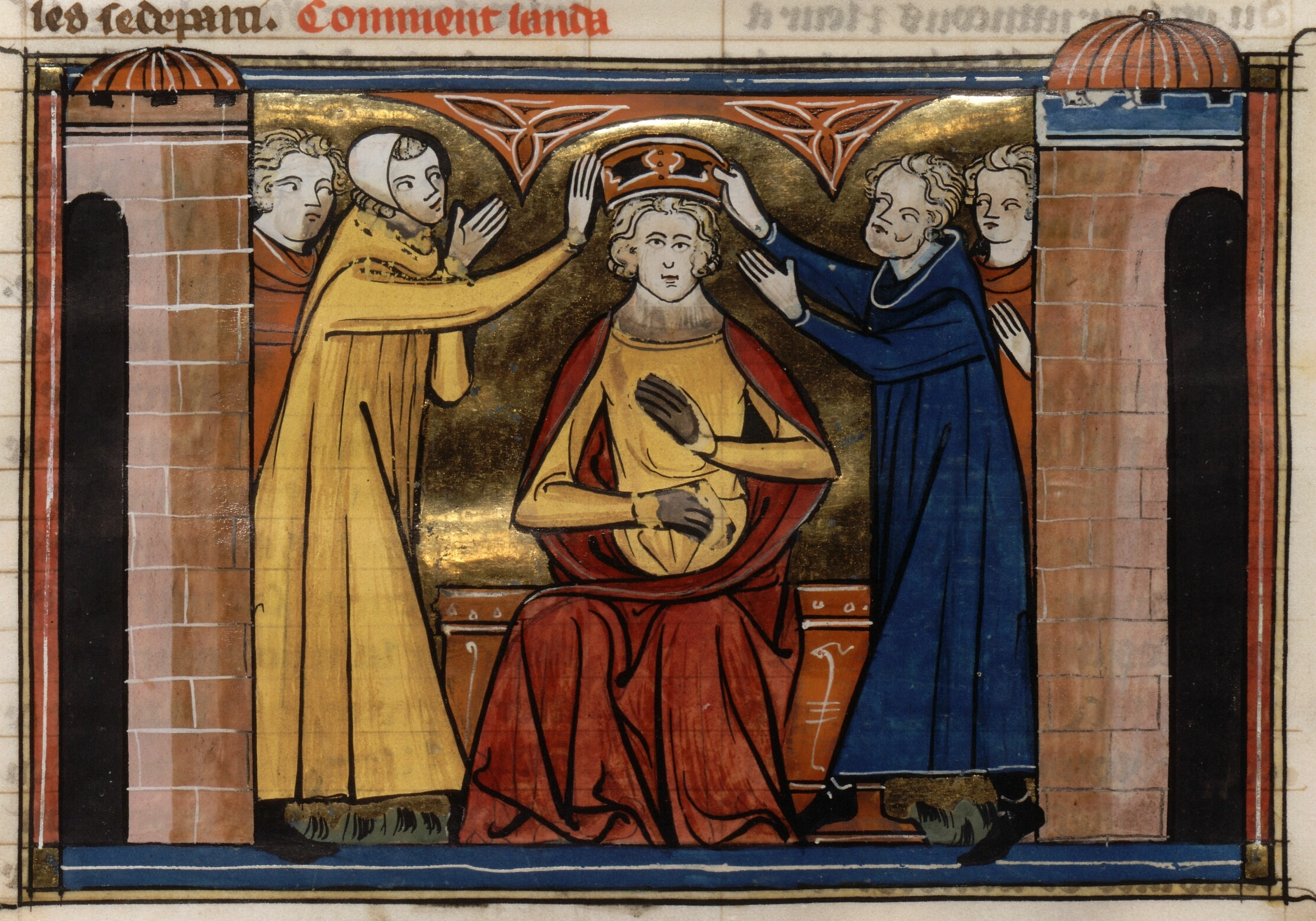
Konrád IV. Štaufský

Konrád IV. Štaufský (25. dubna 1228 – 21. května 1254) byl synem římského císaře Fridricha II. a jeruzalémské královny Jolandy, králem římským (1237–1254), sicilským (1250–1254, jako Konrád I. Sicilský) a titulárním králem jeruzalémským (1228–1254 jako Konrád II. Jeruzalémský).

## Život
Konrád se narodil v Andrii jako druhé dítě Fridricha a mladičké Jolandy, která zaplatila Konrádovo narození svým životem. Dětství strávil v Itálii a roku 1235 poprvé navštívil Říši. Když Fridrich II. Štaufský sesadil svého vzpurného staršího syna Jindřicha z římského trůnu, jmenoval roku 1237 na vídeňském shromáždění římským králem mladšího Konráda. Titul krále Římanů (latinsky Rex Romanorum) byl předstupněm pro titul římského císaře (Romanorum Imperator).

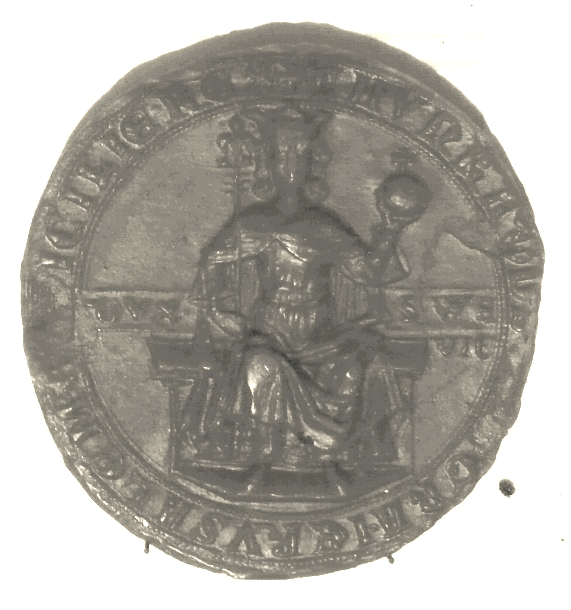
Pečeť Konráda IV. (rok 1237)

Do roku 1242 funkci regenta plnil mohučský arcibiskup Siegfried III. Pak Fridrich II. vybral k převzetí regentské funkce Jindřicha Raspa, durynského lankraběte a českého krále Václava I. Konrád již kolem roku 1240 začal aktivně zasahovat do politiky.
Když papež Inocenc IV. vzal roku 1245 císaře Fridricha do klatby[nepřesný odkaz] a prohlásil ho za sesazeného, Jindřich Raspe podpořil papeže a 22. května 1246 byl obratem jmenován římským králem (vzdorokrálem vůči Konrádovi). Konrád s Jindřichem začal válčit, ale byl v srpnu 1246 poražen u Niddy. Raspe však několik měsíců nato zemřel a novým vzdorokrálem se stal holandský hrabě Vilém II.
Roku 1246 se Konrád IV. oženil s dcerou bavorského vévody Oty II. Alžbětou, s níž měl roku 1252 syna Konráda. Roku 1250 se Konrádovi podařilo situaci v Říši stabilizovat a také porazit protikrále Viléma a jeho rýnské spojence.
Když téhož roku zemřel jeho otec Fridrich, Říše římská, Sicilské království a Jeruzalémské království přešlo na Konráda stejně jako mocenské zápasy s papežem. Poté, co byl roku 1251 protikrálem Vilémem Konrád poražen, rozhodl se Konrád k invazi do Itálie v naději na znovuzískání otcova bohatství, které spravoval Konrádův polorodý bratr Manfréd. Konrád však nebyl schopný podrobit si papežovy stoupence a papež následně vládu na Sicílii nabídl synovi anglického krále Jindřicha III. Edmundovi.
Roku 1254 byl Konrád IV. exkomunikován a téhož roku zemřel na malárii v Lavellu v Basilicatě. Zdá se, že je společně s Fridrichovou chotí Isabelou na fresce zobrazující tři laické postavy v kapli sv. Markéty v Melfi.
Vdova Alžběta se znovu provdala za tyrolského hraběte Menharda II., který se roku 1286 stal korutanským vévodou a porodila mu šest dětí (včetně budoucího českého krále Jindřicha Korutanského). Konrádův syn Konradin poté pokračoval v boji s papeži, rovněž neúspěšně a roku 1268 byl Karlem z Anjou popraven.